# Didn't It Rain
Albums de Hugh Laurie
Let Them Talk
(2011)
Didn't It Rain est le second album de Hugh Laurie paru en mai 2013. L'album s'est vendu à 49 700 exemplaires sur le territoire français.

## Liste des titres
| No  | Titre                         | Durée |
| --- | ----------------------------- | ----- |
| 1.  | St. Louis Blues               | 4:23  |
| 2.  | Junkers Blues                 | 2:55  |
| 3.  | Kiss of Fire                  | 3:27  |
| 4.  | Vicksburg Blues               | 4:28  |
| 5.  | The Weed Smoker's Dream       | 4:17  |
| 6.  | Wild Honey                    | 4:20  |
| 7.  | Send Me To The 'Lectric Chair | 5:26  |
| 8.  | Evenin'                       | 3:03  |
| 9.  | Didn't It Rain                | 2:52  |
| 10. | Careless Love                 | 5:21  |
| 11. | One For My Baby               | 4:00  |
| 12. | I Hate A Man Like You         | 4:17  |
| 13. | Changes                       | 3:58  |
| 14. | Unchain My Heart              | 3:41  |